# Placówka Straży Celnej „Jaźwiska”

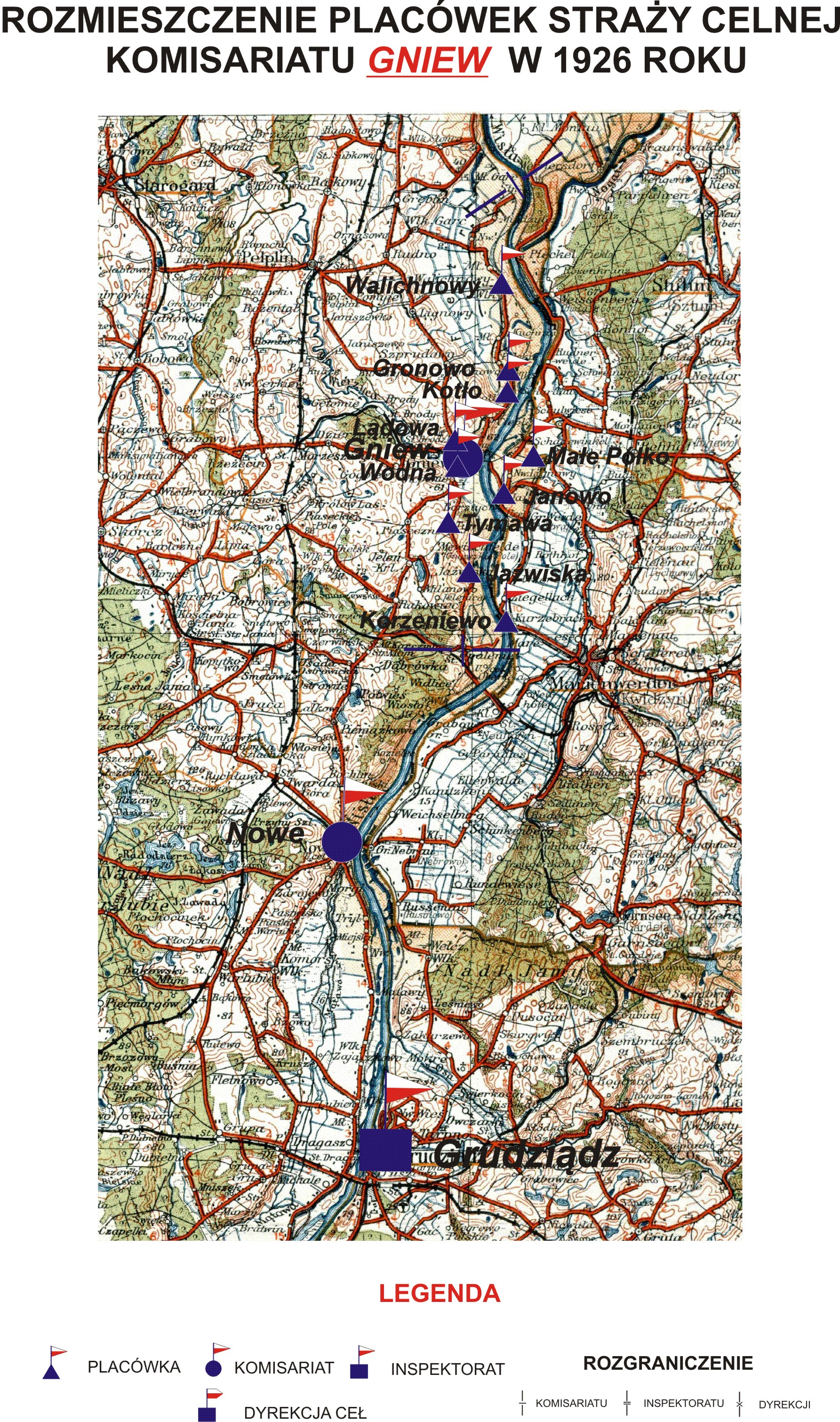
Rozmieszczenie placówek SC komisariatu 'Gniew" w 1926 r.

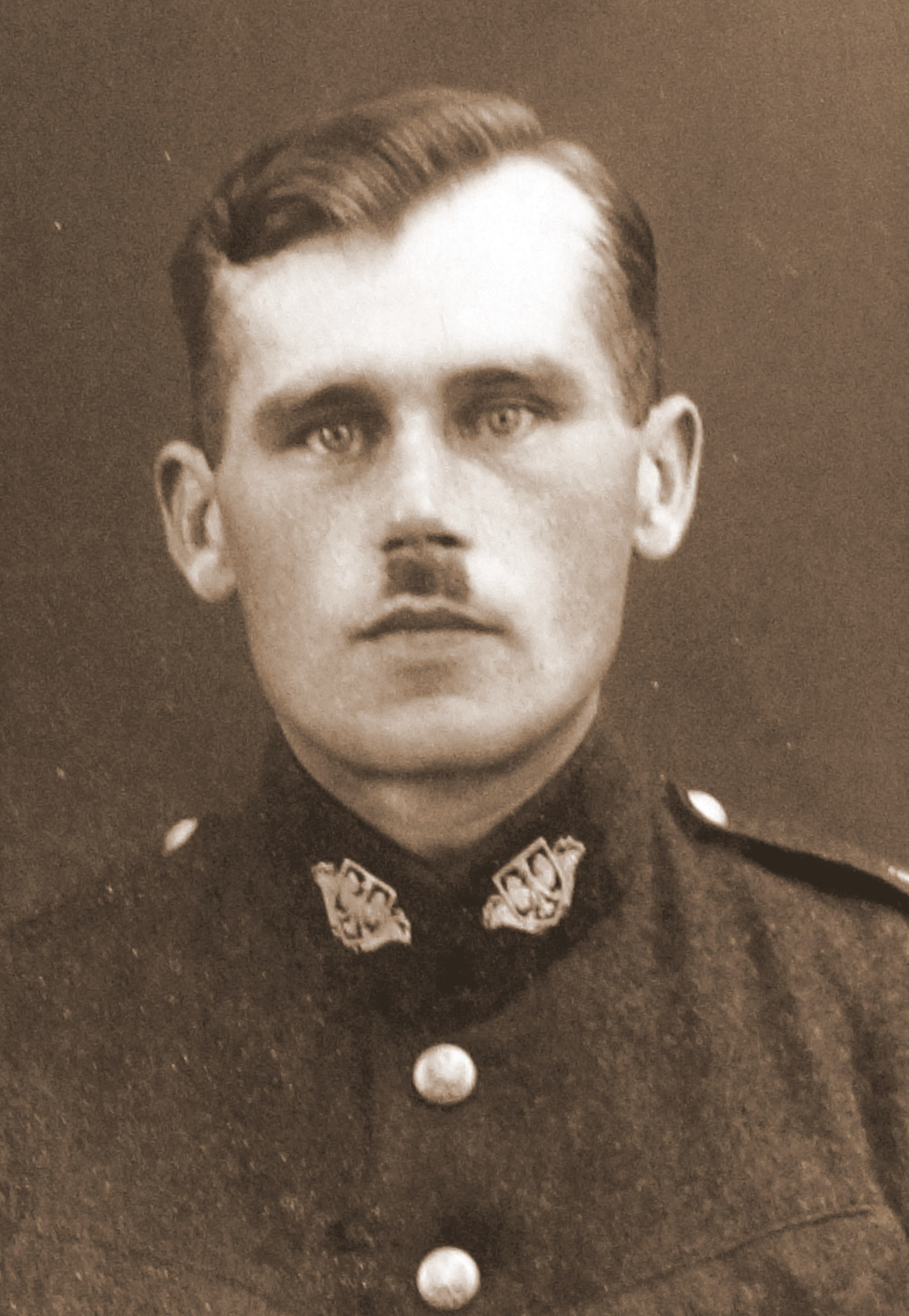
kierownik placówki Jan Bolewski

Placówka Straży Celnej „Jaźwiska” – jednostka organizacyjna Straży Celnej pełniąca w okresie międzywojennym służbę ochronną na granicy polsko-niemieckiej.

## Formowanie i zmiany organizacyjne
Na wniosek Ministerstwa Skarbu, uchwałą z 10 marca 1920 roku, powołano do życia Straż Celną. Od połowy 1921 roku jednostki Straży Celnej rozpoczęły przejmowanie odcinków granicy od pododdziałów Batalionów Celnych. W 1922 roku w Pieniążkowie stacjonował sztab 4 kompanii 16 batalionu celnego. Kompania wystawiała między innymi placówkę w Jaźwiskach. Proces tworzenia Straży Celnej trwał do końca 1922 roku. Placówka Straży Celnej „Jaźwiska” weszła w podporządkowanie komisariatu Straży Celnej „Gniew” z Inspektoratu SC „Grudziądz”.
W drugiej połowie 1927 roku przystąpiono do gruntownej reorganizacji Straży Celnej. W praktyce skutkowało to rozwiązaniem tej formacji granicznej. Ochronę północnej, zachodniej i południowej granicy państwa przejęła powołana z dniem 2 kwietnia 1928 roku Straż Graniczna. W strukturach nowo powstałej formacji nie odtworzono placówki „Jaźwiska”.

## Służba graniczna
Sąsiednie placówki
- placówka Straży Celnej „Korzeniewo” ⇔ placówka Straży Celnej „Tymanowa” – 1926[9]

## Funkcjonariusze placówki
Kierownicy placówki
| stopień          | imię i nazwisko, numer | okres pełnienia służby | kolejne stanowisko |
| ---------------- | ---------------------- | ---------------------- | ------------------ |
| starszy strażnik | Jan Bolewski (2358)    | był w 1926             |                    |

Obsada personalna placówki w 1926:
- starszy strażnik Jan Bolewski (2358)
- strażnik Aleksander Ewert (566)
- strażnik Józef Szczodrowski (1302)
- strażnik Jan Kowalski (1164)
- strażnik Franciszek Matuszak (2568)